# Дамбак-ла-Виль
Дамба́к-ла-Виль (фр. Dambach-la-Ville) — коммуна на северо-востоке Франции в регионе Гранд-Эст (бывший Эльзас — Шампань — Арденны — Лотарингия), департамент Нижний Рейн, округ Селеста-Эрстен, кантон Оберне. До марта 2015 года коммуна административно входила в состав упразднённого кантона Барр (округ Селеста-Эрстен).
Площадь коммуны — 28,83 км², население — 1930 человек (2006) с тенденцией к стабилизации: 2016 человек (2013), плотность населения — 69,9 чел/км².

## Население
Население коммуны в 2011 году составляло 1993 человека, в 2012 году — 2016 человек, а в 2013-м — 2016 человек.
| 1962 | 1968 | 1975 | 1982 | 1990 | 1999 | 2006 | 2008 | 2011 | 2012 | 2013 |
| ---- | ---- | ---- | ---- | ---- | ---- | ---- | ---- | ---- | ---- | ---- |
| 2035 | 2051 | 2039 | 1907 | 1800 | 1973 | 1930 | 1938 | 1993 | 2016 | 2016 |

Динамика населения:

## Экономика
Дамбак-ла-Виль является одной из крупнейших винодельческих коммун, вокруг которой расположено около 400 га виноградников.
В 2010 году из 1258 человек трудоспособного возраста (от 15 до 64 лет) 968 были экономически активными, 290 — неактивными (показатель активности 76,9 %, в 1999 году — 74,8 %). Из 968 активных трудоспособных жителей работали 883 человека (475 мужчин и 408 женщин), 85 числились безработными (38 мужчин и 47 женщин). Среди 290 трудоспособных неактивных граждан 108 были учениками либо студентами, 109 — пенсионерами, а ещё 73 — были неактивны в силу других причин.

## Достопримечательности (фотогалерея)
Неподалёку находятся развалины шато Бернштейн — собственность епископа Страсбурга. После Тридцатилетней войны замок оказался в запустении, а в 1789 году был разрушен.
- Часовня Сен-Себастьен, 1687
- Интерьер
- Ко́стница
- Руины шато Бернштейн
- Ворота (Блиншвиллер)
- Ворота (Эберсайм)
- Ворота (Эберсайм)
- Ворота (Диффенталь)
- Колокольня
- Отель